# Boots Mallory
Née à La Nouvelle-Orléans le 22 octobre 1913 et morte à Santa Monica le 1er décembre 1958, Patricia "Boots" Mallory fut une actrice, modèle et danseuse américaine. 

## Carrière
Boots Mallory a grandi à Mobile (Alabama). Elle y était  ouvreuse dans un théâtre (le Lyric Theater) quand les Ziegfeld Follies y firent étape. Florenz Ziegfeld lui offrit une place dans son spectacle et elle les accompagna finalement à New York où elle fit très forte impression à Broadway dans les  Ziegfeld Follies de 1931.
Ayant déménagé à Hollywood, elle fut embauchée par la Fox Films et fut choisie pour figurer dans l’adaptation cinématographique de la pièce de Dawn Powell, Walking Down Broadway, qui était le premier parlant d’Erich von Stroheim. Il avait assumé à la fois le scénario et la réalisation, et considérait Boots Mallory comme étant sa découverte. La pièce racontait l’histoire d’une jeune célibataire impliquée dans un triangle amoureux qui tombait enceinte. Pourtant, le film suggérait fortement une relation lesbienne entre le personnage joué par Boots Mallory et celui incarné par Zasu Pitts. Les autres thèmes sexuels impliquant le personnage joué par James Dunn furent jugés trop osés. Les responsables de la Fox amenèrent le réalisateur  Alfred L. Werker pour y effectuer des coupes drastiques et filmer des scènes additionnelles. La version finale fut distribuée sous le titre Hello, Sister! (1933). Peu médiatisée, elle ne connut guère de succès. La version de Von Stroheim ne fut jamais enregistrée ni distribuée et est considérée comme perdue..
Elle termina en 1932 son deuxième film, Handle with Care, de nouveau avec James Dunn. Distribué, il marqua ses vrais débuts à l’écran. Il fut d’ailleurs bien reçu et Boots Mallory fut choisie pour être une des WAMPAS Baby star de 1932. La grande médiatisation qui accompagnait cette sélection et cette reconnaissance furent sapées la sortie de Hello, Sister! dans les salles, qui ne fut pas bien reçu.
Grande blonde, Boots Mallory était admirée pour ses regards frappants et fut photographiée par des photographes comme George Hurrell. Elle se risqua aussi à poser pour des photos de lingerie et fut peinte nue par Rolf Armstrong, créateur de pin-ups.
Elle eut ensuite des rôles principaux dans des films de série B (dont un épisode de Rintintin en 1933, Ralph le vengeur (en)) et eut la vedette dans The Big Race (1933) et Carnival Lady (en) (1934) . Elle travailla aussi avec James Cagney dans une production radiophonique pour le Lux Radio Theatre (en), mais elle ne parvint pas à apparaître dans de plus prestigieuses productions. Elle eut son dernier rôle (non crédité) dans un film de Laurel et Hardy, Les montagnards sont là (Swiss Miss) (1938).

## Vie personnelle
Boots mallory fut mariée à l’âge de 16 ans et connut son second mari en 1932, le producteur William Cagney, frère de James. Elle épousa ensuite l’acteur Herbert Marshall en 1947 et mourut des suites d’une longue maladie à  Santa Monica (Californie) en 1958.
Bien que connue sous le nom de Boots Mallory, elle était parfois désignée « Boots » Mallory, utilisant les guillemets jusque dans ses signatures d’autographes.

## Filmographie
- 1932 : Handle with Care (en) de David Butler
- 1933 : Humanity de John Francis Dillon
- 1933 : Hello, Sister! d'Erich von Stroheim et Alan Crosland
- 1933 : Ralph le vengeur (en) (The Wolf Dog)de Colbert Clark et Harry L. Fraser
- 1933 : Carnival Lady (en) d'Howard Higgin
- 1933 : The Big Race  de Fred C. Newmeyer
- 1934 : Sing Sing Nights (en) de Lewis D. Collins
- 1935 : Powdersmoke Range (en) de Wallace Fox
- 1938 : Here's Flash Casey (en) de Lynn Shores
- 1938 : Les montagnards sont là (Swiss Miss) de John G. Blystone : (non credited)

## Iconographie
Elle a été photographiée par Alfred Cheney Johnston qui a travaillé pour Florenz Ziegfeld pendant plus de 15 ans, prenant principalement des photographies publicitaires et promotionnelles des interprètes des Ziegfeld Follies. Les photos de nues, découvertes après la mort de Johnston, n'ont pas été publiés dans les années 1920.